# Parafia Wniebowzięcia Najświętszej Maryi Panny w Dzierążni
Parafia Wniebowzięcia Najświętszej Maryi Panny w Dzierążni – parafia rzymskokatolicka znajdująca się w dekanacie Tomaszów-Północ, w diecezji zamojsko-lubaczowskiej. 
Parafia została erygowana 7 kwietnia 1537 roku.
Do parafii należą wierni z następujących miejscowości: Budy, Dzierążnia, Dąbrowa, Huta Dzierążyńska, Majdan-Sielec i Zwiartów.